# Desa Plalangan (administrativ by i Indonesien, lat -8,14, long 113,83)
Desa Plalangan är en administrativ by i Indonesien.   Den ligger i provinsen Jawa Timur, i den sydvästra delen av landet, 800 km öster om huvudstaden Jakarta.